# Cornelius Jacobsen May
Cornelius Jacobsen May fue un explorador, capitán y comerciante de pieles neerlandés. Es conocido principalmente por sus exploraciones en América, y la fundación de Nuevos Países Bajos. 
En su honor, lleva su nombre: El cabo May, el Condado de Cape May y Cape May (Nueva Jersey). Antiguamente, la bahía del rio Delaware llevaba el nombre de "Niew Port May".

## Familia
Puede que Cornelius May haya nacido en la ciudad de Hoorn, o el pequeño pueblo de Schellinkhout, justo al este de Hoorn. Parece que es hermano de Jan Jacobszoon May van Schellinkhout, descubridor de la isla de Jan Mayen. Ambos hermanos eran primos de Jan Cornelisz May, marinero aún más famoso, que lideró varias expediciones para explorar el paso del Norte y que posteriormente dio la vuelta al mundo con Joris van Spilbergen.

## Expediciones a Nuevos Países Bajos
May fue el primero en navegar en el río Mauricio (actual río Hudson) (así se refirió por primera vez a Adriaen Block en 1613) en 1614, donde se llegó a un acuerdo entre varios comerciantes. El 11 de octubre de 1614, May se convirtió en parte de la Nieuw-Nederland Compagnie, compañía que había recibido una patente de monopolio de los Estados Generales para realizar cuatro viajes durante tres años a los territorios descubiertos entre los paralelos 40 y 45, con exclusión de todos los demás holandeses (hasta enero de 1618).
Desde agosto hasta noviembre de 1616, la empresa intentó obtener una nueva patente para un territorio situado entre los paralelos 38 y 40 (es decir, el área de la bahía de Delaware). Esta bahía había sido explorado por Cornelis Hendricksz de Monnikendam en 1614 y 1615 en el barco Onrust. En 1616, Cornelis Hendricksen, navegó el Onrust por el río Zuyd (literalmente, "South River", hoy conocido como el río Delaware) desde su bahía hasta sus tramos navegables más septentrionales, en un viaje para rescatar a tres comerciantes de pieles en Fort Nassau en el norte.
En nombre de la compañía Nieuw-Nederland Compagnie, Cornelius Jacobsen May había explorado y examinado la bahía de Delaware en el barco llamado Blijde Boodschap ("Mensaje alegre") con el cual comerciaba con los indios en 1620. En 1621, ordenó la construcción de factorij de Fort Nassau en el rio Delaware.
Dos de los seis socios comerciales de los barcos Blijde Boodschap y Bever, que se centraban en la exploración y el comercio en el río Zuidt o río Delaware, eran Thijmen Jacobsz Hinlopen y Samuel Godijn. Cabo Hinlopen era la frontera más al sur de Nuevos Países Bajos en el paralelo 38 fue cabo Henlopen. Samuel Godyn hizo que Godyn's Bay llevara su nombre, ahora rebautizado como Delaware Bay. También deletreado Godijn o Godin, fue uno de los primeros mecenas en Nuevos Países Bajos, así como director de la Compañía de las Indias Occidentales y de la Compañía del Norte. 
En un principio, May no pudo comerciar en el río Zuidt (actual río Delaware) debido a que no le dieron el permiso. Por un tiempo llegó a un acuerdo en Nuevos Países Bajos, pero la discordia volvió a surgir y finalmente se resolvió mediante un juicio de árbitros en Ámsterdam el 23 de diciembre de 1623. La región de los paralelos 38 y 39 quedó bajo la jurisdicción final de la Compañía Neerlandesa de las Indias Occidentales. 

## Instalación de la colonia
Con la conclusión del juicio, la región entre los paralelos 38 y 39 quedaron so jurisdicción de la Compañía Neerlandesa de las Indias Occidentales. La compañía nombró a May como capitán del barco New Netherland, y le encomendaron la misión de llevar los primeros colonos a Nuevos Países Bajos.
En la primavera de 1624, llegó el primer lote de colonos en los Nuevos Países Bajos a bordo del New Netherland. Este lote estaba conformado por familias jóvenes de origen valón y flamenco. Y así el territorio de Nuevos Países Bajos pasó a ser una provincia, Cornelius Jacobsen May fue nombrado primer director de la provincia.
Algunos fueron enviados a tierras de la compañía en Connecticut, mientras que dos familias y ocho hombres solteros tomaron una balandra hasta el río Zuidt (sur), ahora el río Delaware, y establecieron Fort Wilhelmus. Ocho hombres también se quedaron en el asentamiento de Noten Eylandt, en la actual Isla de los governadores para promover el comercio de pieles, y las dieciocho familias restantes continuaron río arriba hasta Fort Oranje.